# Dirck Jansz Graeff

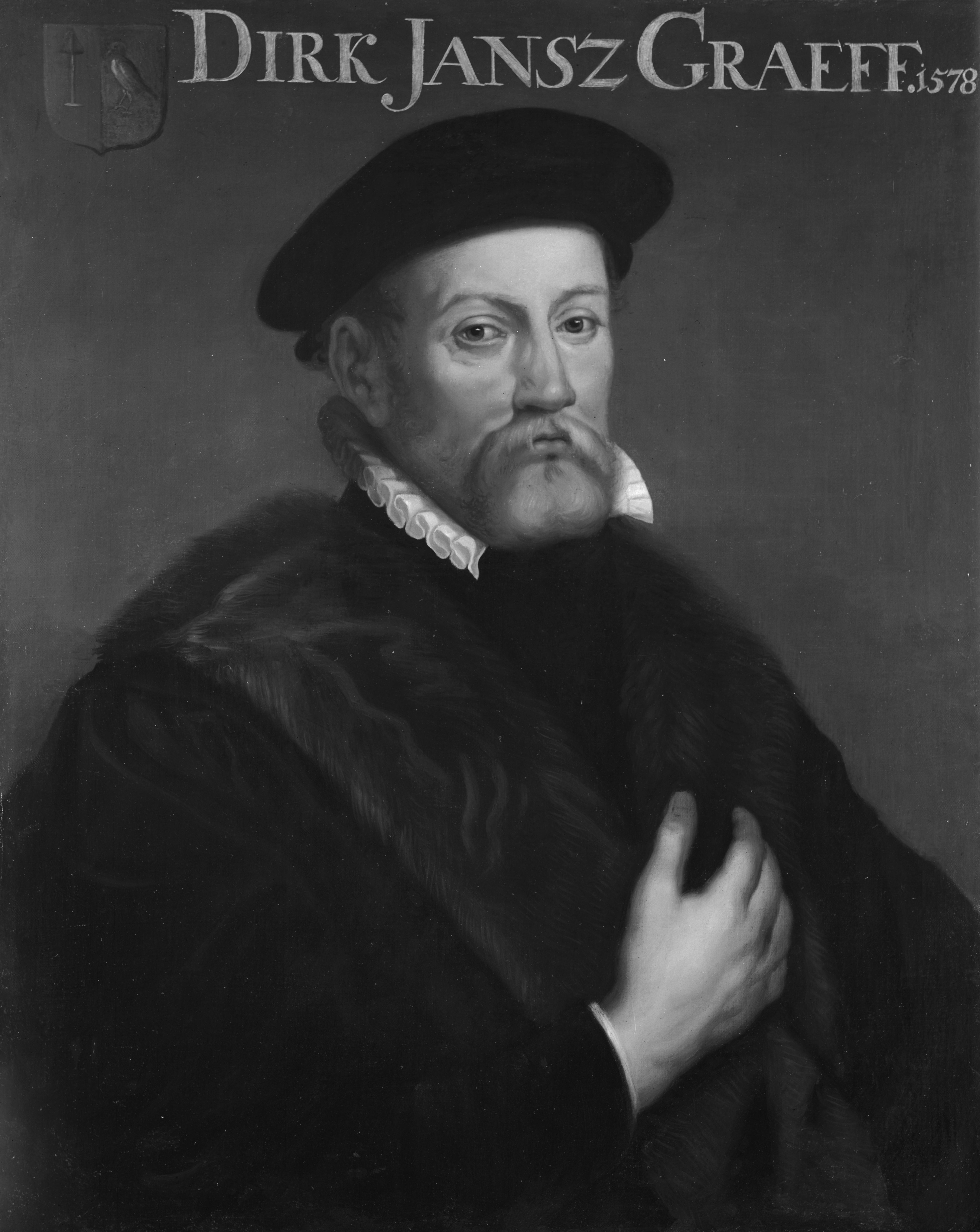
Dirck Jansz Graeff (ca. 1578)

Dirck Jansz Graeff, auch Diederik Jansz Graeff, Herr von Vredenhof und Valckeveen (* 1532 in Amsterdam; † 27. Juli 1589 ebenda) war ein Patrizier, Großhändler, Reeder, Politiker und Großgrundbesitzer. Er war weiters ein Mitglied der Reformierten Kirche, Unterstützer der Geusen und der protestantisch gesinnten Gemeinschaft der Großhandelskaufleute sowie ein Vertrauter von Wilhelm I. von Oranien (Wilhelm der Schweiger). Dirck Jansz Graeff war der erste regierende Amsterdamer Bürgermeister aus dem Haus De Graeff, und legte damit den Grundstock für eine der großen Regentdynastien des Goldenen Zeitalters der Niederlande.

## Biografie

### Herkunft und Familie

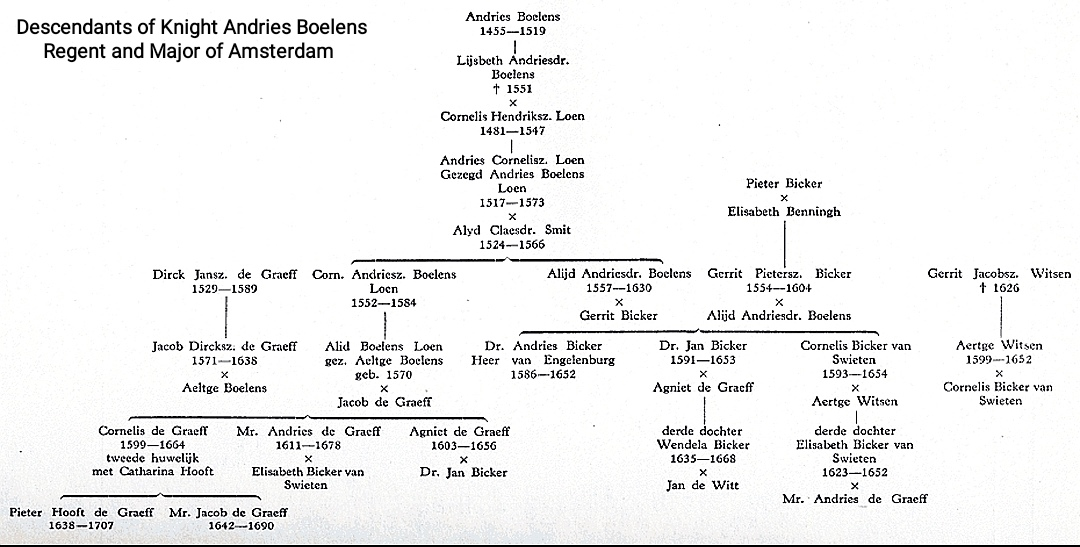
Übersicht über die maßgeblichen Familienbeziehungen der Amsterdamer Oligarchie, Abstammungen von Andries Boelens, um die Geschlechter Boelens Loen, De Graeff, Bicker (van Swieten), Witsen sowie Johan de Witt im Goldenen Zeitalter.

Dirck Jansz war der dritte Sohn des Patriziers Jan Pietersz Graeff (1512–1553) und der Stein (Stijntje) Braseman. Er wurde im „Huis De Keyser“ (benannt nach der außerhalb des Gebäudes angebrachten „Keizerskroon“) geboren. Sein Vater war als Großhandelskaufmann tätig, welcher mit seinen Waren in Antwerpen, dem damaligen Stapelplatz für englische Leinen, handelte. Als Jan Pietersz Graeff sich als Händler in Nordbrabant festigen wollte, intervenierten dessen Söhne für seine baldige Rückkehr nach Amsterdam. Dort wurde er zum Mitglied der patrizischen Stadtregierung benannt. Er erfüllte im Jahre 1542 seine Funktion in der Vroedschap und im darauffolgenden Jahr das Amt eines Schepen. Dirck Jansz Graeff war zwei Mal verheiratet, zuerst mit Agniet Pietersdr van Neck, Tochter des Pieter van Neck, und danach mit Teuwt Jansdr Cat, sie war eine Tochter des Amsterdamer Bürgermeisters Jan Claesz Cat. Aus seiner ersten Ehe hatte Graeff fünf Kinder, aus seiner zweiten Ehe folgten keine weiteren Kinder mehr nach:
1. Weyntje Dircksdr (de) Graeff, verheiratet mit Jacob Andriesz. Boelens († 1621)[9]
2. Jan Dircksz Graeff († 1627) – verstarb auf seinem Landsitz Vredenhof bei Voorschoten[9]
3. Jakob Dircksz de Graeff (1570–1638) – Regent von Amsterdam, Vrijheer der Hohen Herrlichkeit Zuid-Polsbroek

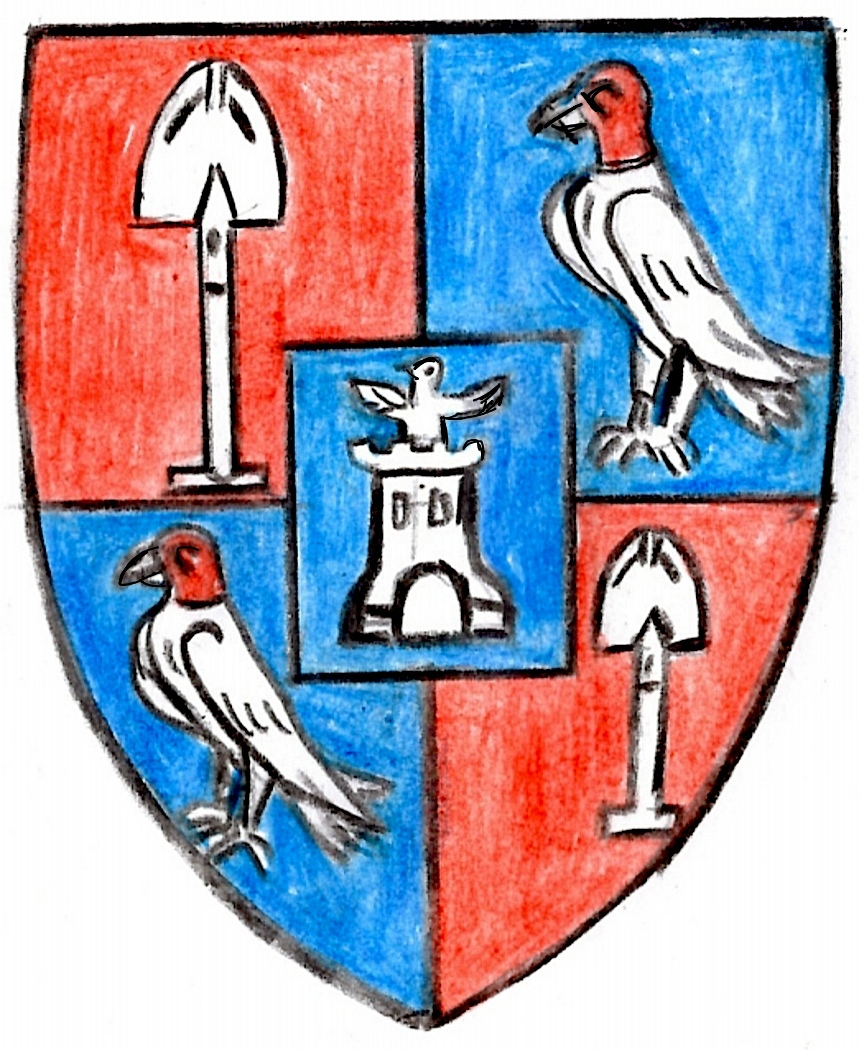
Wappen des Pieter Dircksz Graeff als Herr von Engelenburg. Seit 1620 veredelte Graeff als Besitzer der Herrschaft Engelenburg diese mit einem blauen Herzschild, beladen mit einer silbernen Burg, aus der ein aufsteigender silberner Engel mit ausgebreiteten Flügeln aufsteigt.

1. Pieter Dircksz Graeff (1573–1645) Im Jahre 1613 reiste er nach Palästina und besuchte das Heilige Grab in Jerusalem. Er verbrachte einen Teil diese Reise auch in Begleitung des Schweizers Wundarztes und Ägypten-Reisenden Hans Jakob Ammann.[10] Im Gegensatz zu seiner Familie war Pieter dem katholischen Glauben zugetan. 1620 kam er in Besitz der Herrlichkeit und des Schlosses Engelenburg. 1627 erbte er den Landsitz Vredenhof von seinem älteren Bruder Jan Dirksz Graeff. Er übernahm dadurch den silbernen Schwan / die silbernen Schwäne des Vredenhofes anstatt der Falken.[11] Er lebte und verstarb unverheiratet am Amsterdamer Fluweelenburgwal.[9]
2. Cornelis Dircksz Graeff, „schepen“ van Dorp; verheiratet mit N. N. Vercroft (van Crocht)

Einer von Graeffs weiteren Verwandten war sein Cousin Jacob Claesz Bas, nach der Alteratie von Amsterdam 1578 gleichfalls Bürgermeister von Amsterdam.

### Wappen

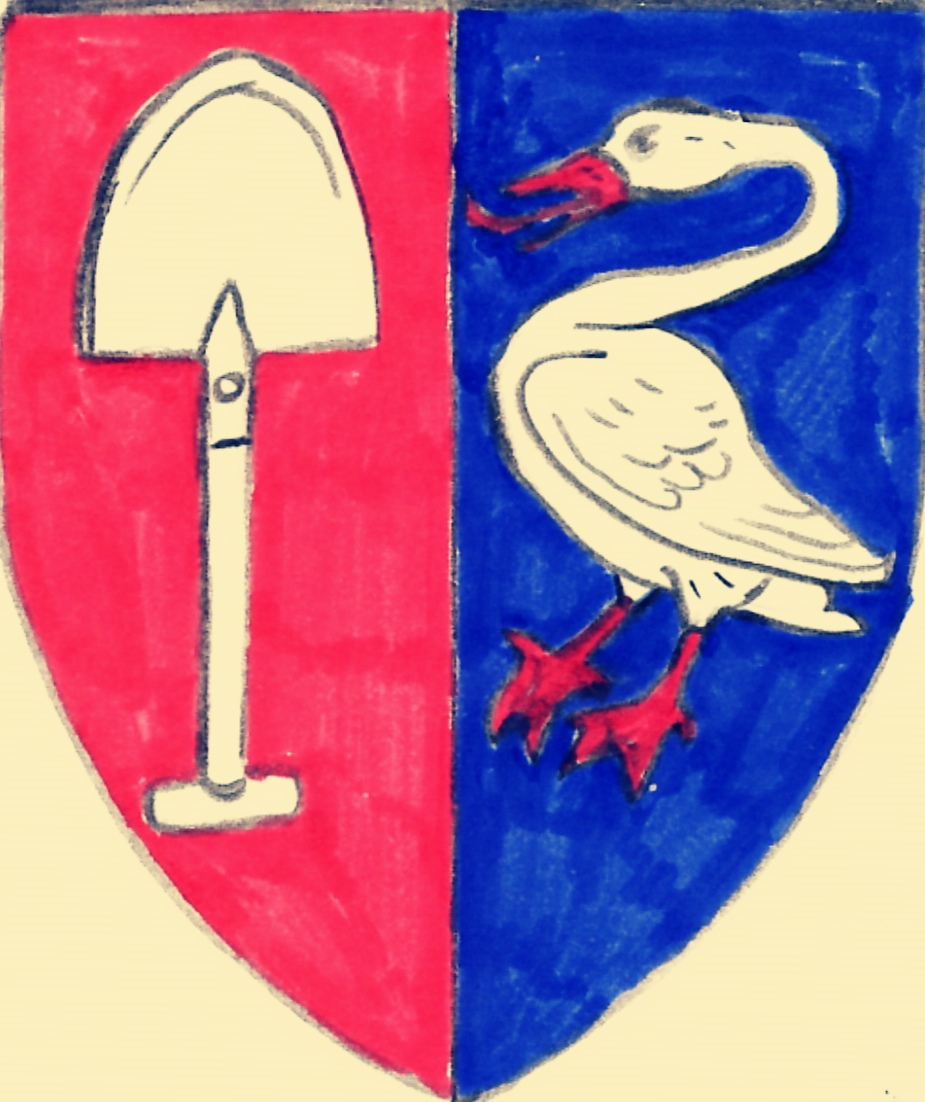
Stammwappen der Graeff (erstmals 1543 genannt)

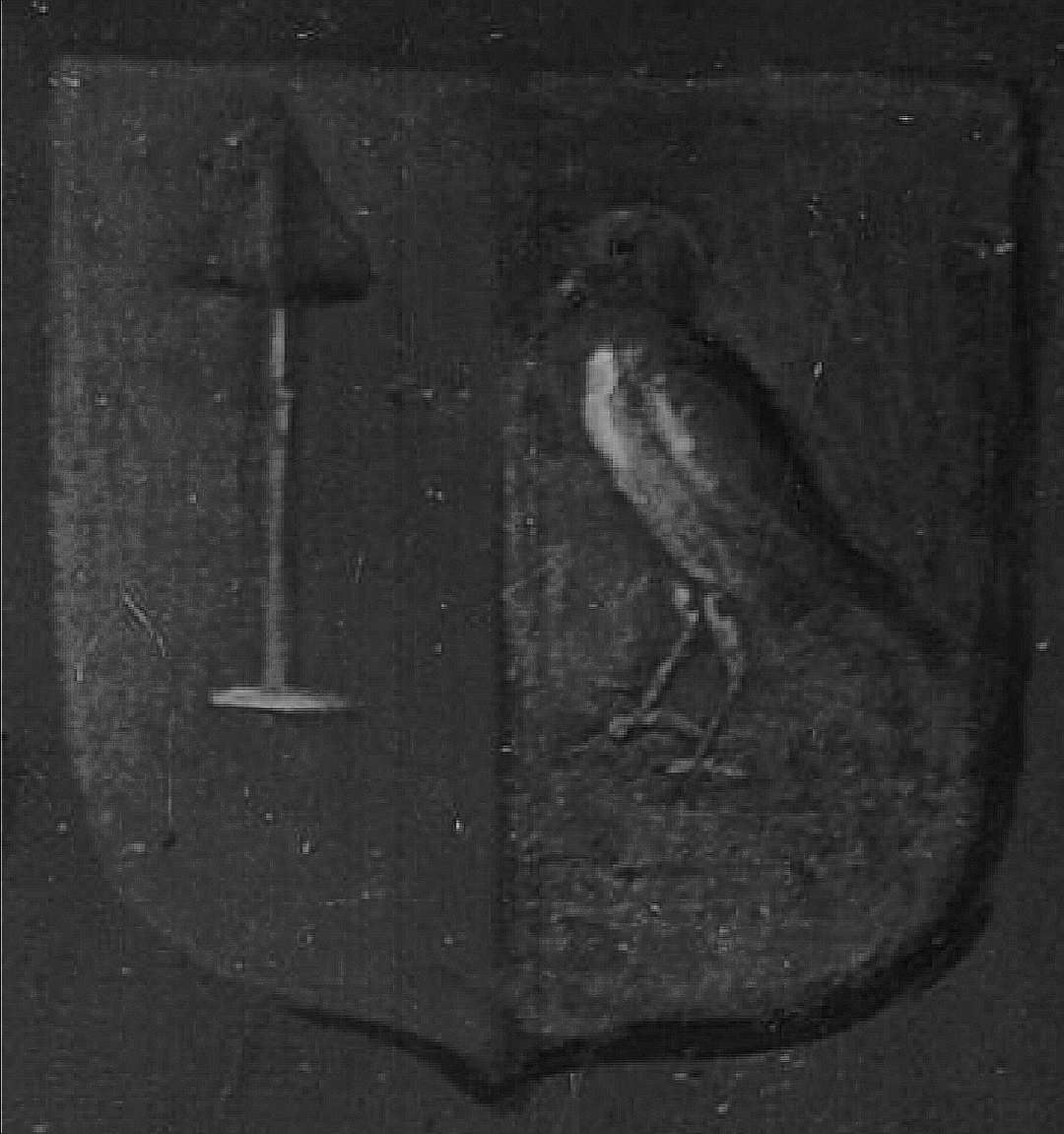
Wappen im Jahr 1578

Dirk Jansz Graeff führte neben seinem Stammwappen zwei weitere Wappenvarianten.
- Das Stammwappen zeigt auf der einen Seite die silberne Schaufel auf rotem Grund der Herren von Graben[12] und andererseits einen silbernen Schwan auf blauem Grund, der von dem Geschlecht De Grebber aus dem Waterland herrühren soll.[13]
- Variante I: Nach der Heirat mit seiner ersten Ehefrau Agniet Pietersdr van Neck führte er ihr zu Ehren einen silbernen Falken mit einer roten Haube auf blauem Grund. Sein Wappen war wie folgt: Feld I ein silberner Spaten auf rotem Grund, und Feld II ein rotbekappter silberner Falke auf blauem Grund.[14] Der Ursprung dieses Falken liegt in seinem Landgut in Gooiland, das er zu Ehren seiner Ehefrau Valckeveen (dem späteren Landsitz Valckenburg) nannte.[15]
- Variante II: Nach dem Erwerb der herrlichen Rechte des Gutes Vredenhof im Jahr 1581 führte er erneut einen Schwan – den von Vredenhof – in seinem Wappen, das nun geviert wurde, wobei die Felder 1 und 3 die Schaufel zeigen, und 3 und 4 den Schwan. In Vredenhof hatte das Geschlecht unter anderem das grundherrliche Privileg Schwäne zu züchten inne.[16] Dieses Wappen vererbte er an seinen ältesten Sohn Jan Dircksz Graeff (?–1627) weiter, währenddessen sein zweitältester Sohn Jacob Dircksz de Graeff das gevierte Wappen mit den Schaufeln und Falken führte.

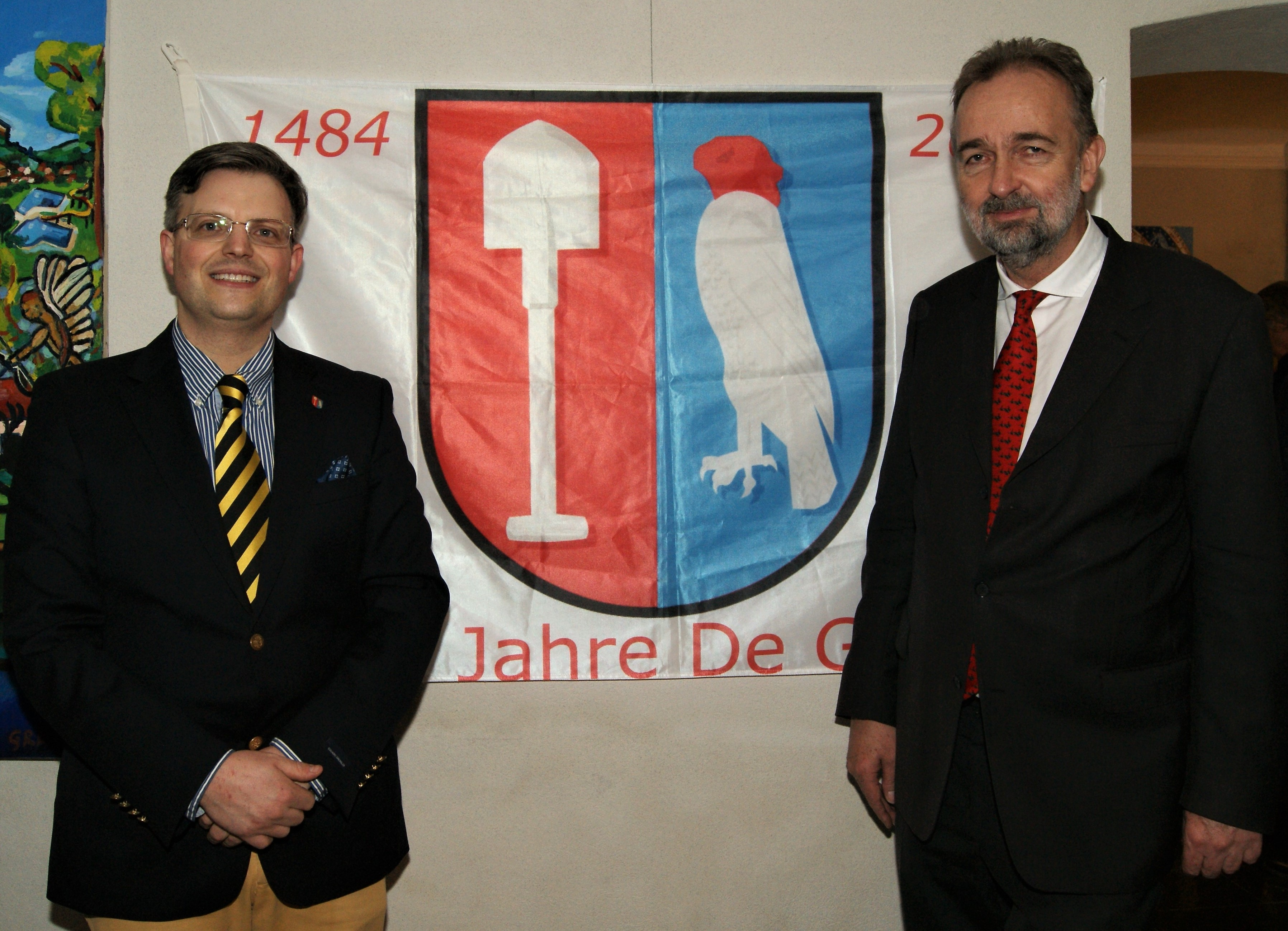
Vor dem Wappen: Karl von Habsburg-Lothringen, Oberhaupt des Hauses Habsburg, der ehemals kaiserlichen Dynastie von Österreich sowie der kaiserlichen Dynastie des Heiligen Römischen Reiches und Matthias Laurenz Gräff
Variante II: Wappen als Herr von Vredenhof ab 1581 (Schwäne des Vredenhof, Wappen geviert)

### Politische, wirtschaftliche und soziale Ambitionen

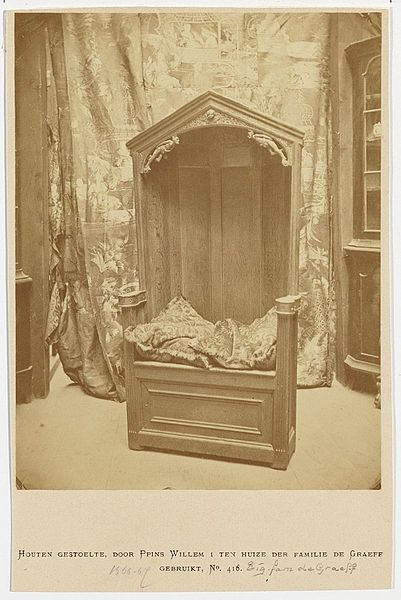
Der Armstuhl, auf dem Wilhelm I. von Oranien im Jahre 1580 bei seinem Besuch bei Dirck Jansz Graeff saß.

Dirck Janz Graeff führte gemeinsam mit seinem Bruder Lenaert Jansz de Graeff einen florierenden Eisenhandel im „Huis De Keyser“ auf dem Damrak. Die Gebrüder waren wichtige Mitglieder der Reformierten Kirche. Er gehörte gemeinsam mit seinen Brüdern Lenaert und Jacob Jansz Graeff zu den „70 aanzienlijke en vermogende Amsterdammers“ (70 angesehensten und vermögendsten Amsterdamer). Diese Gruppe verfasste 1564 einen Beschwerdebrief an die habsburgische Landvögtin Margarethe von Parma, in dem sie den Missbrauch in der Zusammensetzung der Amsterdamer Stadtverwaltung und Rechtsprechung beklagten. 1566 hatte die protestantisch gesinnte Gemeinschaft der Großhandelskaufleute um Graeff, Jan Jacobsz Bal Huydecoper van Wieringen, Jacobsz Reael, Adriaan Pauw und Cornelis Hooft die gesellschaftliche Führung innerhalb der Stadt Amsterdam übernommen um diese nach der Alteratie von Amsterdam im Jahre 1578 auch in politischem Sinne innezuhaben.
Graeff genoss weitershin auch die Freundschaft von Wilhelm I. von Oranien, genannt Wilhelm der Schweiger, dessen politische Motive und Ziele betreffs der Loslösung von Spanien und der Religionsfreiheit auch er vertrat. Als ihm der Fürst im Krisenjahr 1567 in seinem Amsterdamer Stadthaus „De Keyser“ einen Besuch abstattete, besprachen sich die beiden ausführlich über die Belange von Stadt und Land. In Graeffs Haus wurden zu dieser Zeit auch Verträge zwischen den führenden Katholiken und den Geusen abgeschlossen. 1568 unterzeichneten die vier Amsterdamer Bürgermeister und die Vertreter der religiösen Gruppierungen ebendort einen Vertrag. Da Graeff aber auch viele andere politische Beratungen führte, wurde die Gefahr von Seiten der Spanier für ihn immer größer. Es dauerte aber lange, bis er sich entschließen konnte, seine Heimatstadt zu verlassen. 1572 schließlich konnte er sich für die Auswanderung entscheiden. Er emigrierte gemeinsam mit seiner Ehefrau und seinen fünf Kindern aus religiösen Gründen nach Emden.

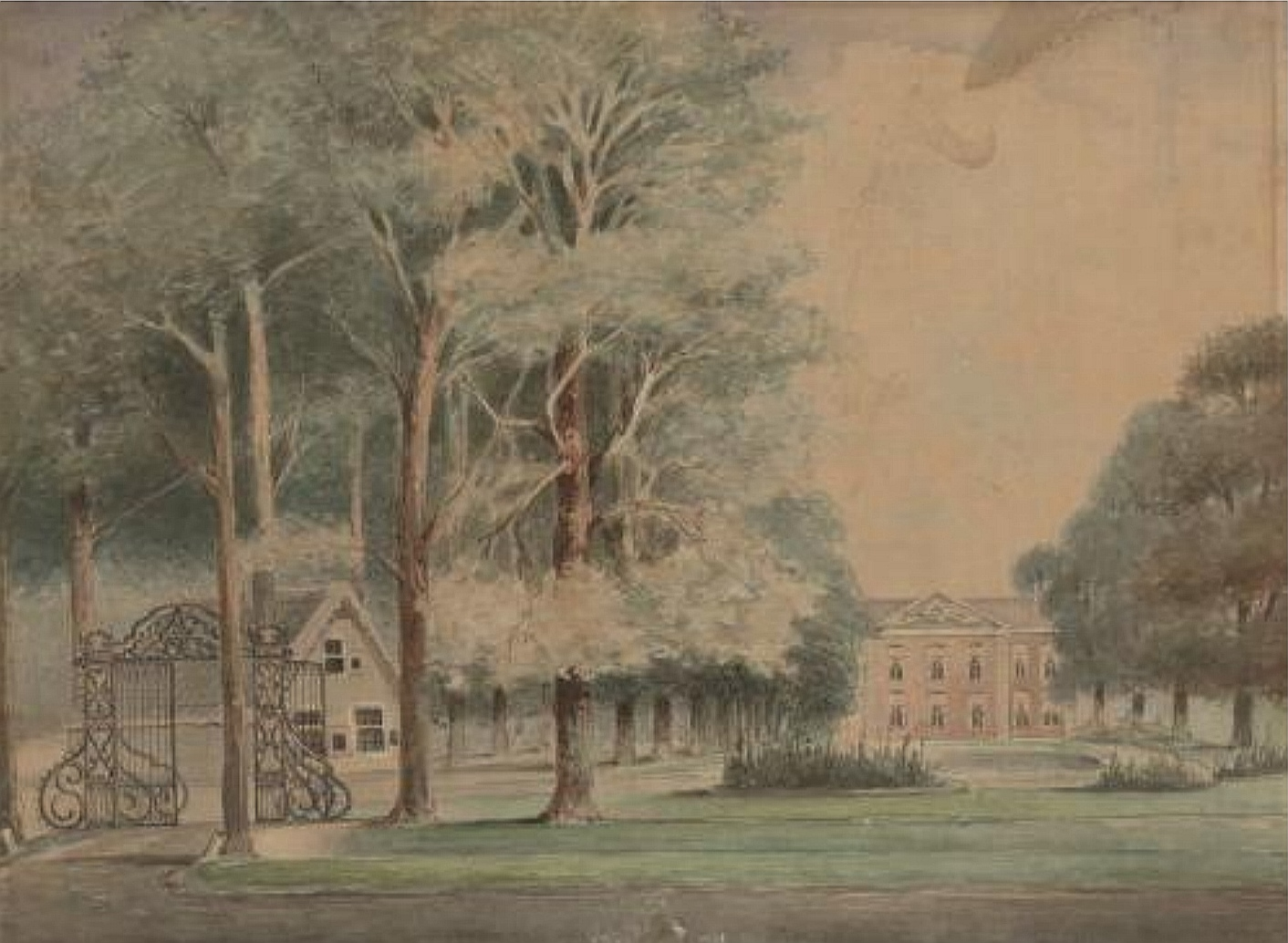
Das Landgut Vredenhof auf einer Gouache aus 1837

1576 war Dirck Jansz Graeff gemeinsam mit Pieter Pietersz Bicker als Delegierter der niederländischen Generalstaaten in Hamburg und Bremen tätig, wobei er für die niederländische Regierung ein Darlehen von 600.000 Gulden aufnehmem konnte. Er verbrachte darauf einige Zeit in Hoorn, um im Jahre 1578 – nach der „Alteratie von Amsterdam“ – in seine Heimatstadt zurückzukehren. Noch im selben Jahr wurde Graeff – auch auf Wunsch seines Freundes Wilhelm von Oranien hin – zum ersten neuen Bürgermeister Amsterdams ernannt. In diesem Jahr war er gemeinsam mit dem noch im selben Jahr verstorbenen Adriaen Pauw für die Geschicke der Stadt verantwortlich. Eine Freundschaft verband ihn auch mit Cornelis Andriesz Boelens Loen, dem späteren Schwiegervater seines Sohnes Jakob Dircksz de Graeff.

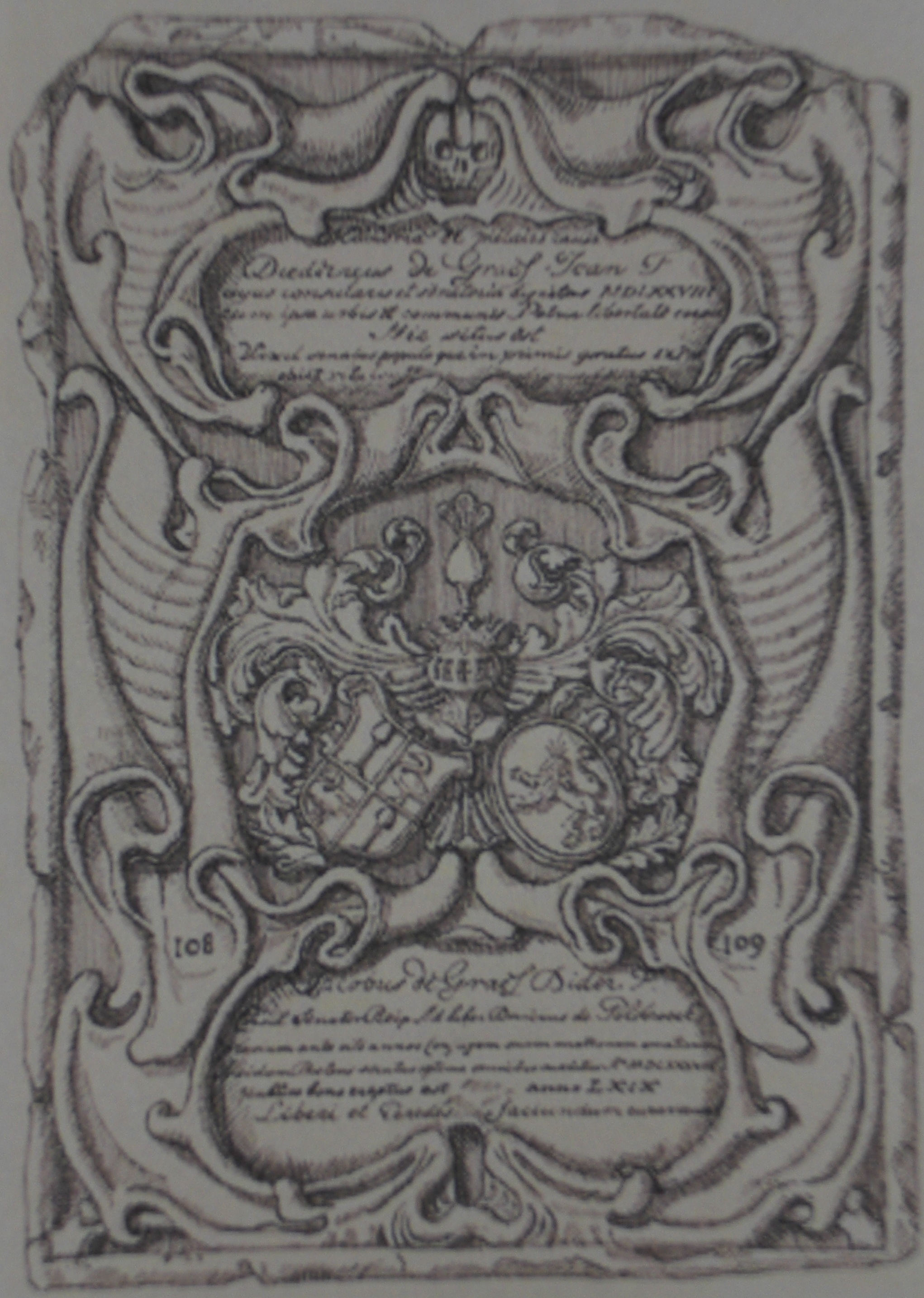
Grabverzierung von Dirck Jansz Graeff, Amsterdam, Oude Kerk

Da ihm die zusätzlichen Aufgaben als Bürgermeister schwerfielen, schlug Graeff eine weitere Ernennung aus und übersiedelte im Sommer des Jahres 1580 nach Haarlem. Aber schon im nächsten Jahr kehrte er nach Amsterdam zurück, und war erneut Teil der Stadtregierung. Im selben Jahr hatte Graeff erneut Wilhelm von Oranien in seinem Haus „De Keyser“ zu Gast. Graeff war darüber hinaus ein reicher Schiffsreeder, der an der Fahrt von über 100 Handelsschiffen beteiligt war, mittels diesen er hauptsächlich mit Portugal Handel führte. In den Jahren 1584/1585 war Graeff mit einem Vermögen von 140.000 Gulden der reichste Einwohner Amsterdams. Er investierte sein Vermögen in den Kauf eines großen Landsitzes, Vredenhof genannt, in der Nähe von Voorschoten. Gemeinsam mit Jan Jacobsz Bal Huydecoper van Wieringen, Frans Hendricksz Oetgens van Waveren und Hendrick Hudde galt Graeff als der größte Landbesitzer des Amsterdamer Patriziats. Das durch die spanischen Truppen verwüstetes Landgut Vredenhof wurde nach seinem Tod im Jahre 1589 von seinem Sohn Jan Dirksz Graeff vollständig revitalisiert. Dirck Jansz Graeffs Gebeine wurden zur Mitte des 17. Jahrhunderts in das Familiengrab in der Amsterdamer Oude Kerk überführt.

## Trivia
Dirck Jansz Graeff ist eine Figur im historischen Roman Krone der Welt von Sabine Weiß.

## Information
Die Daten zu diesem Artikel wurden aus der seit 2006 bestehenden Graeff Forschung von Matthias Laurenz Gräff übernommen.